# Polarnacht

Stimmungsbild gegen Ende der Polarnacht in Spitzbergen (78,5° Breite): Mittags steht der Mond über den Hügeln

Die Polarnacht ist in den Polargebieten ein Zeitraum um die Wintersonnenwende, in der die Sonne mehrere Tage bis Monate nicht direkt zu sehen ist. Die Polarnacht ist das Gegenteil des Polartages mit seiner Mitternachtssonne.
Am geografischen Nordpol und Südpol dauert die Polarnacht fast ein halbes Jahr, an den Polarkreisen genau einen Tag (wobei die Sonne aber noch teilweise über den Horizont steigt, nur der untere Rand nicht). Je näher man dem Nord- oder Südpol kommt, desto länger dauert die Polarnacht. Die Polarnacht entsteht durch die Neigung der Erdachse um etwa 23,4°.

## Definition
Zwischen den Polarkreisen und den Polen steigt die Sonne während mindestens eines Tages nicht vollständig über den Horizont. Jedoch bleibt es auch am dunkelsten Tag des Jahres (Wintersonnenwende) nicht überall jenseits der Polarkreise völlig dunkel. Das liegt u. a. daran, dass die Sonne in Horizontnähe infolge Refraktion (Lichtbrechung in der Erdatmosphäre) um mehr als ihren Durchmesser höher steht, sie kann daher trotz „theoretischer“ Polarnacht scheinbar vollständig aufgehen. Umgekehrtes gilt für Orte, die knapp unter dem Polarkreis liegen: Wegen der Refraktion kommt es erst etwas polnäher (ab etwa ± 67,16° Breite) zu der Erscheinung, dass die Sonne an mindestens einem Tag im Jahr nicht aufgeht.

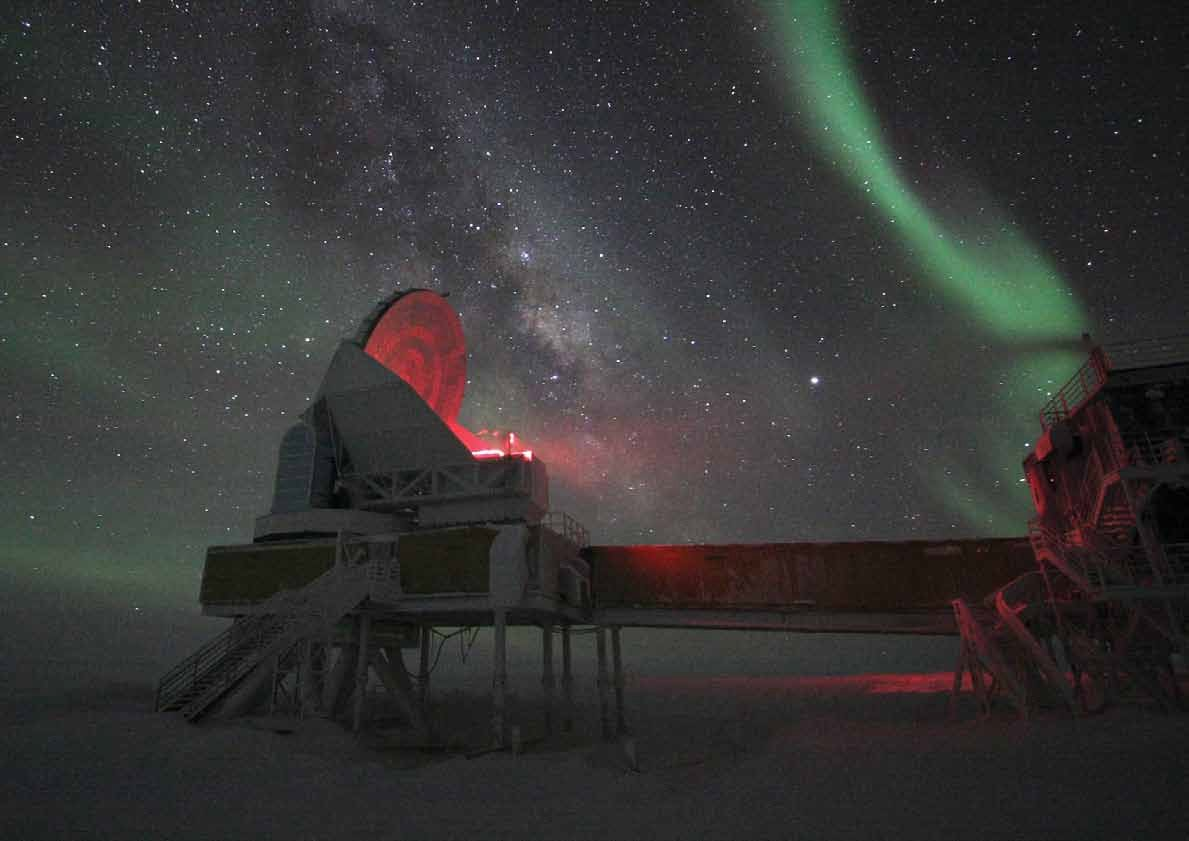
Die Polarnacht am Südpol

Ab diesem Breitengrad schafft es nur noch die halbe Sonnenscheibe über den Horizont, ab etwa ± 67,41° nicht einmal mehr der obere Sonnenrand. Zu diesem Zeitpunkt ist es allerdings hell dämmrig wie kurz vor Sonnenauf- oder -untergang, denn die Sonne befindet sich nur knapp unter dem Horizont. Je näher man dem Pol kommt, umso tiefer unterhalb des Horizonts befindet sich die Sonne. Ab etwa 72,6° Breite (90° + 6° – 23,4°) ist es ständig zu dunkel zum Zeitunglesen, weil nicht einmal mehr die bürgerliche Dämmerung erreicht wird. Ab etwa 78,6° Breite sind ständig die hellsten Sterne zu sehen, ab 84,6° gelangt ständig kein Dämmerschein der Sonne mehr auf die Erde.

## Ursache

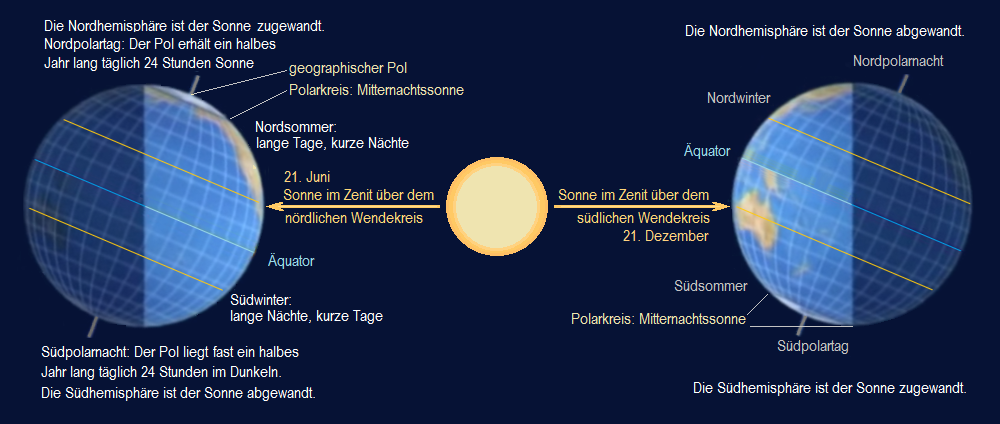
Polarnacht und Polartag

Da die Erde um die Sonne kreist und die Erdachse von dieser Bahnbewegung unabhängig ihre Neigung von 23,4° beibehält, sind die Pole im jeweiligen Sommer der Sonne zugewandt und im Winter von ihr abgewandt. Daher steht die Sonne an den geografischen Polen für etwa ein halbes Jahr unter dem Horizont. In diesem Zeitraum kann es zur Bildung von polaren Stratosphärenwolken in 15 bis 30 km Höhe kommen, diese bilden sich erst bei Temperaturen unter −78 °C.